# Physocarpus alternans
Physocarpus alternans är en rosväxtart som först beskrevs av Marcus Eugene Jones, och fick sitt nu gällande namn av John Thomas Howell. Physocarpus alternans ingår i släktet smällspireor, och familjen rosväxter.

## Underarter
Arten delas in i följande underarter:
- P. a. alternans
- P. a. annulatus
- P. a. panamintensis